# Lurnfeld
Lurnfeld är en köpingskommun i förbundslandet Kärnten i Österrike. Kommunens centralort är Möllbrücke. Kommunen har 2 657 invånare (2024).
Kommunen består av 13 orter (Ortschaften) (inom parentes invånarantal 1 januari 2024):

- Altenmarkt (66)
- Drauhofen (7)
- Göriach (274)
- Metnitz (37)
- Möllbrücke (1 264)
- Pattendorf (206)
- Premersdorf (41)
- Pusarnitz (487)
- St. Gertraud (26)
- St. Stefan (4)
- Steindorf (196)
- Stöcklern (33)
- Tröbach (16)